# Rhachotropis grimaldii
Rhachotropis grimaldii is een vlokreeftensoort uit de familie van de Eusiridae. De wetenschappelijke naam van de soort is voor het eerst geldig gepubliceerd in 1888 door Chevreux.